# Cleidimar Magalhães Silva
Cleidimar Magalhães Silva, apodado "Didi" (nacido el 10 de septiembre de 1982 en Itabira, Minas Gerais, Brasil) es un futbolista brasileño que juega actualmente en el club rumano de fútbol FCM Târgu Mureş.

## Carrera
Comenzó su carrera en 2004 en el Santa Cruz FC en Brasil. Después de medio año se cambió al equipo portugués FC Marco. En julio de 2005 se cambió al FC Paços Ferreira. 
En enero del 2007 se cambió al CFR Cluj por aproximadamente 700.000 euros.

## Clubes
| Club              | País     | Año       |
| ----------------- | -------- | --------- |
| EC Juventude      | Brasil   | 2002-2004 |
| Santa Cruz FC     | Brasil   | 2004-2005 |
| FC Marco          | Portugal | 2005      |
| FC Paços Ferreira | Portugal | 2005-2007 |
| CFR Cluj          | Rumania  | 2007-2010 |
| Leixões SC        | Portugal | 2010      |
| FCM Târgu Mureş   | Rumania  | 2010-     |

## Títulos
- CFR Cluj
  - Campeón rumano -  ganador (2008)
  - Copa de Rumania - 2 veces ganador (2008, 2009)[2]